# Испочетка (филм из 1988)
Испочетка (итал. Da capo) је југословенски телевизијски филм из 1988. године. Режирао га је Слободан Шћепановић, а сценарио су писали Станислав Гурка и Мартин Јарош.

## Улоге
| Глумац              | Улога        |
| ------------------- | ------------ |
| Јакуп Абдомеровић   |              |
| Милан Штрљић        | Мишо         |
| Бранка Секуловић    |              |
| Боро Беговић        |              |
| Сузана Петричевић   |              |
| Абдурахман Шаља     |              |
| Елизабета Ђоревска  |              |
| Злата Раичевић      | Марија       |
| Војислав Кривокапић |              |
| Момо Пичурић        |              |
| Даница Максимовић   |              |
| Миро Перовић        | Славко, дете |
| Будо Секуловић      |              |